# Aerojet
A Aerojet foi uma empresa norte-americana do ramo de manufatura, fundada em 1942 por Frank Malina, Theodore von Kármán, Jack Parsons, Forman, Martin Summerfield e Andrew Haley, com o nome original de Aerojet Engineering.

## Histórico
A Aerojet atua na fabricação de motores de mísseis e foguetes. Tem a sua base em Rancho Cordova, Califórnia, com divisões em Redmond, Washington, Orange, Gainesville (ambas na Virgínia) e Camden, Arkansas. 
A Aerojet hoje, faz parte da GenCorp. Ela é a única fornecedora dessa área, que atua tanto com motores movidos a combustíveis sólidos quanto os movidos a combustíveis líquidos.
No início da década de 50, outras divisões foram criadas, como: a Aerojet Electronics e a Aerojet Ordnance, além da empresa holding, a Aerojet General.
Em novembro de 2010, a Aerojet foi selecionada pela NASA para um possível contrato para o sistema chamado heavy lift launch vehicle.
Em julho de 2012, a GenCorp anunciou a compra de um antigo competidor da Aerojet, a Rocketdyne.